# Palacio Táuride

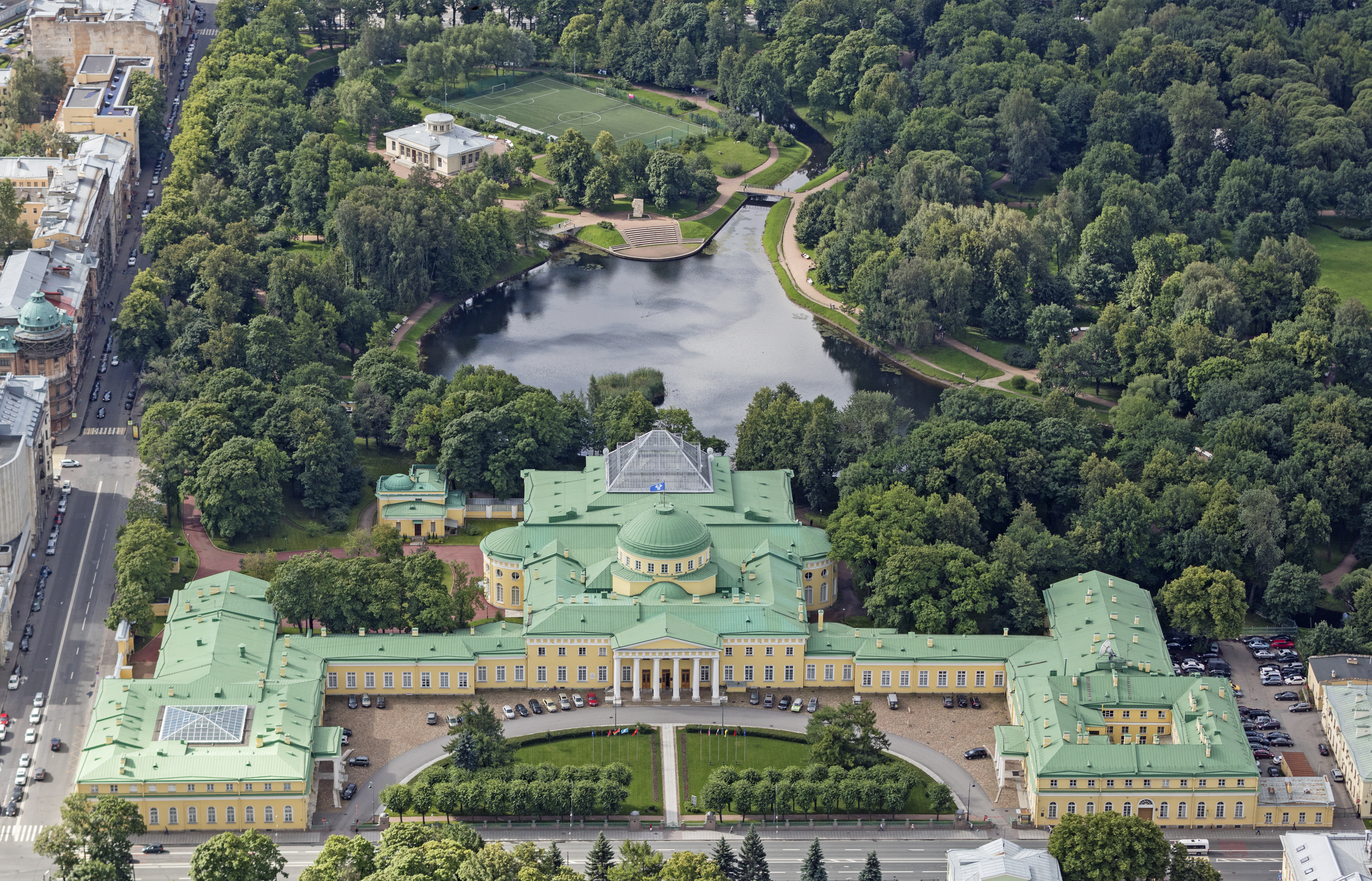
Vista aérea del Palacio Táuride (2016)

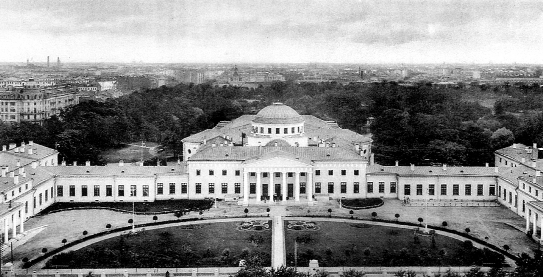
Palacio Táuride y sus jardines a comienzos del.

El Palacio Táuride  (en ruso: Tavrícheski dvoréts, Таврический дворец) es uno de los palacios más grandes y con mayor tradición histórica en San Petersburgo, Rusia.

## Potiomkin
El Palacio de Táurica (Táuride o Potiomkin) fue un encargo de la Zarina Catalina II  para su favorito Grigori Potiomkin, o Potemkin, como su residencia en la ciudad. Fue comenzado en 1783 y culminado en 1789, en un riguroso estilo neoclásico. Su arquitecto fue Iván Stárov, que había pasado una década estudiando en París y Roma, y que lo diseñó rodeado por un gran parque y un puerto en el frontal del palacio; puerto que deseaba enlazar directamente por medio de un canal con el río Nevá. Se considera que fue la mayor residencia de un noble en el siglo XVIII en Rusia. El Palacio Táuride sirvió como modelo para innumerables casas solariegas dispersas por todo el Imperio Ruso.
Poco antes de  fallecer el 28 de abril de 1791, Grigori Potiomkin utilizó el palacio para realizar unas festividades fastuosas y sin precedentes, para ganarse los favores de la Emperatriz, ante la cual su influencia decaía. El baile de gala fue creado por Gavrila Derzhavin, en la que sería la más larga de sus composiciones musicales. Pese a todos los gastos, Grigori Potiomkin no logró su objetivo y partió desesperadamente hacia Iaşi.

## Catalina II
Meses más tarde de la muerte de su propietario, Catalina II adquirió el palacio y ordenó al arquitecto Fyódor Vólkov que lo transformase en su vivienda urbana de verano. Vólkov fue el responsable de numerosas mejoras en los jardines, incluyendo la construcción del teatro en el ala este y de la iglesia en el ala oeste. En el jardín, diseñó el Pabellón del Almirantazgo, la casa del jardinero, la Orangerie, los invernaderos, puentes y vallas de herraje. La escultura llamada la Venus Tauride (ahora en el Museo del Hermitage) se expuso en el palacio desde finales del siglo XVIII hasta mediados del siglo XIX, y su nombre viene del palacio que la albergó.
El aspecto exterior del palacio era más bien simple y contrastaba enormemente con el exuberante lujo de sus interiores. La entrada de la cúpula, una de las más grandes de Rusia, conectaba por medio de una galería de columnas de 75 metros con el Jardín de invierno. La decoración de la habitación más grande – incluyendo el recibidor chino y el salón de tapices – fue destruida cuando el zar Pablo de Rusia, el cual detestaba todas las cosas que a su madre gustaban, entregó el palacio a su regimiento de caballería favorito, para que lo usasen como cuartel.
Inmediatamente detrás del palacio, en los Jardines Táuride, se ha construido un anexo, en el que destaca una gran cúpula de cristal.

## Congresos y asambleas
En el siglo XIX, el palacio fue restaurado por Carlo Rossi  y Vasili Stásov como una residencia de la nobleza menor. Fue utilizado para celebrar bailes y exposiciones hasta 1906, cuando se transformó en la sede del primer parlamento de Rusia, la Duma Imperial de Rusia. 
Inmediatamente después de la Revolución de febrero de 1917, el Palacio Táuride alojó el Gobierno Provisional Ruso y el Sóviet de Petrogrado. La Asamblea Constituyente Rusa tuvo su única sesión en el palacio en 1918. En mayo de 1918, los bolcheviques celebraron allí el VII Congreso del Partido Obrero Socialdemócrata de Rusia, donde se autodenominaron a partir de entonces Partido Comunista de la Unión Soviética (PCUS) (Bolchevique).
Desde los años 1990, el Palacio Táuride ha sido la sede de la Asamblea Interparlamentaria de los países miembros de la Comunidad de Estados Independientes, CEI, hoy compuesta por 10 de las 15 Repúblicas, que en su día pertenecieron a la extinta Unión Soviética.

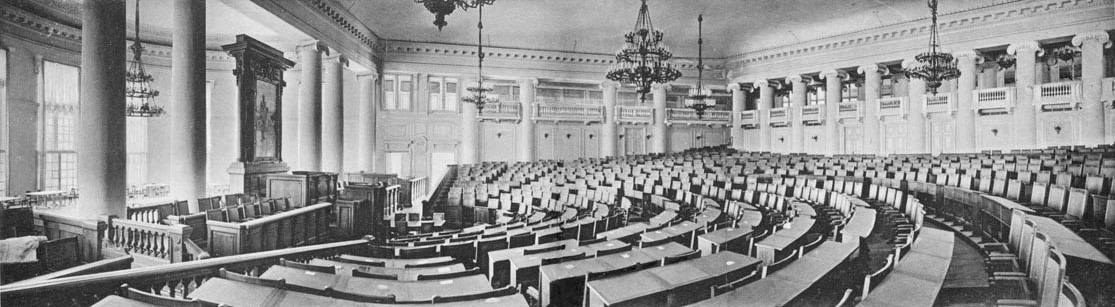
Sala de reuniones de la Duma Imperial de Rusia.